# Швейцарія на зимових Олімпійських іграх 1992
Швейцарія на зимових Олімпійських іграх 1992, які проходили з 8 по 23 лютого в Альбервілі (Франція), була представлена 74 спортсменами в 8 видах спорту.

## Медалісти
| Медалі | Спортсмени                                                  | Вид спорту          | Дисципліна           |
| ------ | ----------------------------------------------------------- | ------------------- | -------------------- |
| Золото | Густав Ведер Донат Аклін                                    | Бобслей             | Чоловіки, двійки     |
| Бронза | Густав Ведер Донат Аклін Лоренц Шіндельгольц Курдін Морелль | Бобслей             | Чоловіки, четвірки   |
| Бронза | Стів Лошер                                                  | Гірськолижний спорт | Чоловіки, комбінація |

## Учасники
| Спорт               | Чоловіки | Жінки | Всього |
| ------------------- | -------- | ----- | ------ |
| Біатлон             | 1        | 0     | 1      |
| Бобслей             | 8        | 0     | 8      |
| Гірськолижний спорт | 11       | 10    | 21     |
| Лижне двоборство    | 4        | 0     | 4      |
| Лижні перегони      | 3        | 6     | 9      |
| Стрибки з трампліна | 4        | 0     | 4      |
| Фристайл            | 4        | 1     | 5      |
| Хокей               | 22       | 0     | 22     |
| Всього              | 57       | 17    | 74     |

## Біатлон
Спортсменів — 1
Чоловіки
| Спортсмени     | Змагання            | Час       | Промахи     | Відставання | Місце |
| -------------- | ------------------- | --------- | ----------- | ----------- | ----- |
| Жан-Марк Шабло | спринт              | 30:32.9   | 3 (2+1)     | +4:30.6     | 77    |
| Жан-Марк Шабло | індивідуальна гонка | 1:03:45.6 | 4 (2+1+1+0) | +6:1.2      | 54    |